# Лег за 9 дротиков
В дартсе «501» закрытие за 9 дротиков (англ. Nine-dart finish) является самым быстрым способом выиграть лег. Это событие является редким даже для профессиональных игроков в дартс; закрытие лега за 9 дротиков сравнимо с максимальным брейком в снукере.

## Варианты закрытия

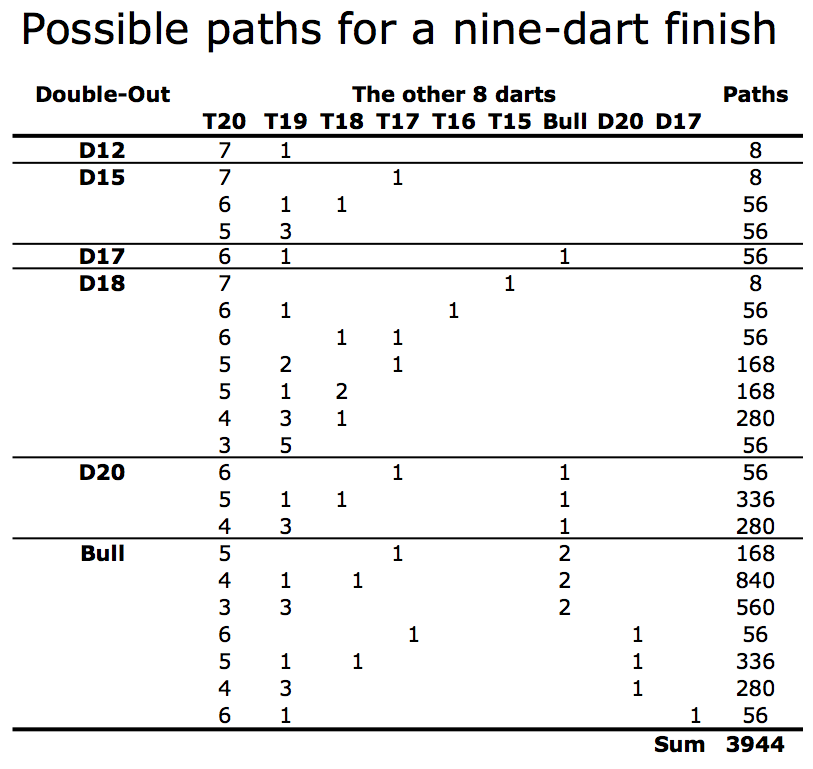
3944 варианта закрытия лега за 9 дротиков

В варианте дартса «501» для победы в леге необходимо закрыться либо броском в удвоение, либо в «яблочко» (англ. bullseye). С учётом этого правила, необходимо совершить минимум девять бросков для того, чтобы выиграть лег. Максимальное количество очков за один бросок — 60 — достигается путём броска в утроение сектора 20. Таким образом, за один поход, состоящий из трёх бросков, можно набрать максимум 180 очков.
Существует 3944 способа закрытия лега в 9 дротиков, однако наиболее частым является два похода по 180 очков и последующий «чекаут» 141 очка, состоящий из последовательного попадания в утроения секторов 20, 19 и удвоение 12. Таким образом было сыграно более чем три четверти от числа всех показанных по телевидению легов за 9 дротиков. Среди оставшихся вариантов наиболее частыми оказываются те, где необходимо закрыть в последнем подходе 144 очка (дважды утроение 20 и удвоение 12).
Лег за 9 дротиков можно также сыграть, если формат турнира предусматривает обязательное начало лега с попадания в удвоение или «яблочко», при этом возможными стартовыми попаданиями могут быть только броски в «яблочко» или удвоения 20 или 17.

### Значимость
Закрытие лега в 9 дротиков сравнивают с максимальным брейком в снукере, в ходе которого необходимо пятнадцать раз подряд забить красный и чёрный шары, после чего очистить стол от оставшихся цветных шаров — последовательно жёлтого, зелёного, коричневого, синего, розового и чёрного. Нет однозначного ответа, какое из этих достижений более сложно выполнить и какое из них имеет большее значение, тем не менее Sportradar — официальная компания, собирающая статистику в дартсе и снукере, в 2018 году приводила следующие факты.
1. Лег за 9 дротиков, в отличие от максимального брейка, не допускает ошибок или прицельных бросков — после любой ошибки (непопадания в нужное утроение или удвоения) лег за 9 дротиков сыграть невозможно; в то же время в снукере возможна ситуация, когда в ходе фрейма игрок несколько раз выполняет удар, и лишь затем выполняет максимальный брейк (при этом отмечается, что это может усложнить позицию, но не лишить возможности сделать максимальный брейк в текущем фрейме), хотя ошибки в ходе собственно серии недопустимы[1][2].
2. Лег за 9 дротиков требует всего 9 подряд выполненных действия, тогда как максимальный брейк — 36. При этом, в снукере каждый текущий удар влияет на следующий, так как необходимо рассчитывать верный выход на следующий шар; в дартсе же все броски независимы от предыдущего за исключением того, что от выбора варианта закрытия необходимо выбирать другой сектор для следующего броска[1][2].
3. Произвольный воткнувшийся в мишень дротик, как правило, слабее влияет на следующий бросок, чем случайный шар на столе[1][2].
4. В качестве отличия озвучивают поведение зрителей: любители дартса, как правило, громко поддерживают игрока, который идёт на «идеальный лег», а в снукере напротив — когда прослеживается возможность максимального брейка, публика старается вести себя максимально тихо во время исполнения удара[1][2].
5. На 2018 год, на чемпионатах мира по дартсу из 25982 легов идеальными оказались 9 (приблизительно один лег за 9 дротиков на 147 матчей), а на чемпионатах мира по снукеру в 10 из 23808 фреймов был оформлен максимальный брейк (один на 124 матча). Если анализировать историю дартса и снукера в целом, то статистика выглядит иначе — один «идеальный лег» на 417 матчей и один максимальный брейк на 247[1][2].

## История
Впервые лег за 9 дротиков в матче, показанном по телевидению (хотя и не в прямом эфире), закрыл 13 октября 1984 года англичанин Джон Лоу на турнире World Matchplay против соотечественника Кита Деллера. На чемпионатах мира первым сыгравшим лег за 9 дротиков игроком стал Пол Лим 9 января 1990 года. После раскола в мире дартса появился новый, профессиональный чемпионат мира PDC, где впервые идеальным легом отличился Раймонд ван Барневельд в 2009 году в матче против соотечественника Йелле Клаасена. В финале чемпионата мира PDC лег за 9 дротиков впервые сыграл англичанин Адриан Льюис в 2011 году.
На конец 2021 года, больше всего «телевизионных» легов за 9 дротиков сыграл англичанин Фил Тейлор — 11 раз. Англичанин также стал первым, кто сумел сыграть два идеальных лега в одном матче. Это случилось в 2010 году в игре против соотечественника Джеймса Уэйда.
В рамках турнира World Grand Prix, на котором необходимо начинать лег с броска в удвоение, трижды был сыгран лег в девять дротиков. Первым игроком, сумевшим это сделать, стал североирландец Брендан Долан в 2011 году. Другие двое — англичанин Джеймс Уэйд и шотландец Роберт Торнтон — повторили это достижение 9 октября 2014 года, причём оба лега они закрыли в одном матче, где играли друг против друга. Все три лега за 9 дротиков были сыграны следующим образом: в первом подходе броски в удвоение 20 и дважды утроение 20; во втором подходе — трижды в утроение 20; в третьем — утроение 20, утроение 17, «яблочко».
В полуфинальном матче чемпионата мира 2013 года нидерландский дартсмен Майкл ван Гервен исполнил 17 идеальных бросков — закрыв лег за 9 дротиков, он был близок к повторению этого достижения уже в следующем, однако не попал последним броском в удвоение 12.
Впервые решающий лег за 9 дротиков в телевизионном матче был сыгран на чемпионате мира 2022 года. Тогда в матче первого раунда дебютант из Шотландии Уильям Борланд победил англичанина Брэдли Брукса.

## Список «телевизионных» легов за 9 дротиков
| №  | Дата             | Игрок                      | Соперник               | Турнир                      | Вариант закрытия                                                  | Примечания    |
| -- | ---------------- | -------------------------- | ---------------------- | --------------------------- | ----------------------------------------------------------------- | ------------- |
| 1  | 13 октября 1984  | Джон Лоу                   | Кит Деллер             | World Matchplay             | 3 x T20; 3 x T20; T17, T18, D18                                   | [ 12 ]        |
| 2  | 9 января 1990    | Пол Лим                    | Джек Маккена           | Чемпионат мира (BDO)        | 3 x T20; 3 x T20; T20, T19, D12                                   | [ 8 ] [ 13 ]  |
| 3  | 3 февраля 2002   | Шон Грэйтбатч              | Стив Кут               | Dutch Open                  | 3 x T20; 3 x T20; T20, T15, D18                                   | [ 13 ] [ 14 ] |
| 4  | 1 августа 2002   | Фил Тейлор                 | Крис Мейсон            | World Matchplay             | 3 x T20; 3 x T20; T20, T19, D12                                   | [ 15 ]        |
| 5  | 5 июня 2004      | Фил Тейлор (2)             | Мэтт Чемпен            | UK Open                     | 3 x T20; 3 x T20; T20, T19, D12                                   | [ 16 ]        |
| 6  | 12 июня 2005     | Фил Тейлор (3)             | Роланд Схолтен         | UK Open                     | 3 x T20; 3 x T20; T20, T19, D12                                   | [ 17 ]        |
| 7  | 23 марта 2006    | Раймонд ван Барневельд     | Питер Мэнли            | Премьер-лига                | 3 x T20; 3 x T20; T20, T19, D12                                   | [ 18 ]        |
| 8  | 17 февраля 2007  | Майкл ван Гервен           | Раймонд ван Барневельд | Masters of Darts            | T20, 2 x T19; 3 x T20; T20, T17, D18                              | [ 19 ]        |
| 9  | 8 мая 2007       | Фил Тейлор (4)             | Раймонд ван Барневельд | International Darts League  | 3 x T20; 3 x T20; T20, T19, D12                                   | [ 20 ]        |
| 10 | 9 мая 2007       | Тони О’Ши                  | Адриан Льюис           | International Darts League  | 3 x T20; 3 x T20; T20, T19, D12                                   | [ 20 ]        |
| 11 | 9 июня 2007      | Фил Тейлор (5)             | Уэс Ньютон             | UK Open                     | 3 x T20; 3 x T20; T20, T19, D12                                   | [ 21 ]        |
| 12 | 17 ноября 2007   | Джон Уолтон                | Мартин Филлипс         | World Masters               | 3 x T20; 3 x T20; T20, T19, D12                                   | [ 22 ]        |
| 13 | 6 июня 2008      | Фил Тейлор (6)             | Джейми Харви           | UK Open                     | 3 x T20; 2 x T20, T19; 2 x T20, D12                               | [ 23 ]        |
| 14 | 20 ноября 2008   | Джеймс Уэйд                | Гэри Андерсон          | Grand Slam of Darts         | 3 x T20; 3 x T20; T20, T19, D12                                   | [ 24 ]        |
| 15 | 2 января 2009    | Раймонд ван Барневельд (2) | Йелле Клаасен          | Чемпионат мира (PDC)        | 3 x T20; 3 x T20; T20, T19, D12                                   | [ 25 ]        |
| 16 | 27 сентября 2009 | Мервин Кинг                | Джеймс Уэйд            | South African Masters       | 3 x T20; 3 x T20; T20, T19, D12                                   | [ 26 ]        |
| 17 | 13 декабря 2009  | Дэррил Фиттон              | Росс Монтгомери        | Zuiderduin Masters          | 2 x T20, T19; 3 x T20; 2 x T20, D12                               | [ 27 ]        |
| 18 | 28 декабря 2009  | Раймонд ван Барневельд (3) | Брендан Долан          | Чемпионат мира (PDC)        | 3 x T20; 3 x T20; T20, T19, D12                                   | [ 28 ]        |
| 19 | 29 апреля 2010   | Раймонд ван Барневельд (4) | Терри Дженкинс         | Премьер-лига                | 3 x T20; 3 x T20; T20, T19, D12                                   | [ 29 ]        |
| 20 | 24 мая 2010      | Фил Тейлор (7)             | Джеймс Уэйд            | Премьер-лига                | T20, 2 x T19; 3 x T20; T20, T17, D18                              | [ 30 ]        |
| 21 | 24 мая 2010      | Фил Тейлор (8)             | Джеймс Уэйд            | Премьер-лига                | 3 x T20; 3 x T20; T20, T19, D12                                   | [ 30 ]        |
| 22 | 5 июня 2010      | Мервин Кинг (2)            | Гэри Андерсон          | UK Open                     | 3 x T20; 3 x T20; T20, T19, D12                                   | [ 31 ]        |
| 23 | 17 июля 2010     | Раймонд ван Барневельд (5) | Денис Овенс            | World Matchplay             | 3 x T20; 3 x T20; T20, T19, D12                                   | [ 32 ] [ 33 ] |
| 24 | 3 января 2011    | Адриан Льюис               | Гэри Андерсон          | Чемпионат мира (PDC)        | 3 x T20; 3 x T20; T20, T19, D12                                   | [ 34 ] [ 35 ] |
| 25 | 16 июля 2011     | Джон Пат                   | Марк Уэбстер           | World Matchplay             | 3 x T20; 3 x T20; T20, T19, D12                                   | [ 36 ]        |
| 26 | 31 июля 2011     | Адриан Льюис (2)           | Раймонд ван Барневельд | Чемпионат Европы            | 3 x T20; 3 x T20; T20, T19, D12                                   | [ 37 ]        |
| 27 | 8 октября 2011   | Брендан Долан              | Джеймс Уэйд            | World Grand Prix            | начало лега с удвоения D20, 2 x T20; 3 x T20; T20, T17, «яблочко» | [ 38 ]        |
| 28 | 16 февраля 2012  | Фил Тейлор (9)             | Кевин Пейнтер          | Премьер-лига                | 3 x T20; T20, 2 x T19; T20, T17, D18                              | [ 39 ]        |
| 29 | 17 мая 2012      | Саймон Уитлок              | Энди Хэмилтон          | Премьер-лига                | 3 x T20; 3 x T20; T20, T15, D18                                   | [ 40 ]        |
| 30 | 8 июня 2012      | Гэри Андерсон              | Дэйви Дудс             | UK Open                     | 3 x T20; 3 x T20; T20, T19, D12                                   | [ 41 ]        |
| 31 | 25 июля 2012     | Майкл ван Гервен (2)       | Стив Битон             | World Matchplay             | 3 x T20; 3 x T20; T20, T19, D12                                   | [ 42 ]        |
| 32 | 26 июля 2012     | Уэс Ньютон                 | Джастин Пайп           | World Matchplay             | 3 x T20; 2 x T20, T19; 2 x T20, D12                               | [ 43 ]        |
| 33 | 23 декабря 2012  | Дин Уинстенли              | Винсент ван дер Ворт   | Чемпионат мира (PDC)        | 3 x T20; 3 x T20; T20, T19, D12                                   | [ 44 ]        |
| 34 | 30 декабря 2012  | Майкл ван Гервен (3)       | Джеймс Уэйд            | Чемпионат мира (PDC)        | 3 x T20; 2 x T20, T19; 2 x T20, D12                               | [ 45 ]        |
| 35 | 14 декабря 2013  | Терри Дженкинс             | Пер Лорсен             | Чемпионат мира (PDC)        | 3 x T20; 3 x T20; T20, T19, D12                                   | [ 46 ]        |
| 36 | 14 декабря 2013  | Кайл Андерсон              | Иэн Уайт               | Чемпионат мира (PDC)        | 3 x T20; 3 x T20; T20, T19, D12                                   | [ 46 ]        |
| 37 | 23 июля 2014     | Фил Тейлор (10)            | Майкл Смит             | World Matchplay             | 3 x T20; 2 x T20, T19; 2 x T20, D12                               | [ 47 ]        |
| 38 | 8 октября 2014   | Джеймс Уэйд (2)            | Роберт Торнтон         | World Grand Prix            | начало лега с удвоения D20, 2 x T20; 3 x T20; T20, T17, «яблочко» | [ 48 ]        |
| 39 | 8 октября 2014   | Роберт Торнтон             | Джеймс Уэйд            | World Grand Prix            | начало лега с удвоения D20, 2 x T20; 3 x T20; T20, T17, «яблочко» | [ 48 ]        |
| 40 | 26 октября 2014  | Майкл ван Гервен (4)       | Раймонд ван Барневельд | Чемпионат Европы            | 2 x T20, T19; 3 x T20; 2 x T20, D12                               | [ 49 ]        |
| 41 | 14 ноября 2014   | Ким Хёйбрехтс              | Майкл ван Гервен       | Grand Slam of Darts         | 3 x T20; 3 x T20; T20, T19, D12                                   | [ 50 ]        |
| 42 | 30 декабря 2014  | Адриан Льюис (3)           | Раймонд ван Барневельд | Чемпионат мира (PDC)        | 3 x T20; 3 x T20; T20, T19, D12                                   | [ 51 ]        |
| 43 | 1 февраля 2015   | Дэррил Фиттон (2)          | Мартин Адамс           | Dutch Open                  | 3 x T20; 3 x T20; T20, T19, D12                                   | [ 52 ]        |
| 44 | 22 августа 2015  | Фил Тейлор (11)            | Питер Райт             | Sydney Darts Masters        | 3 x T20; 3 x T20; T20, T19, D12                                   | [ 53 ]        |
| 45 | 8 ноября 2015    | Дэйв Чизнолл               | Питер Райт             | Grand Slam of Darts         | 3 x T20; 3 x T20; T20, T19, D12                                   | [ 54 ]        |
| 46 | 2 января 2016    | Гэри Андерсон (2)          | Йелле Клаасен          | Чемпионат мира (PDC)        | 3 x T20; 3 x T20; T20, T19, D12                                   | [ 55 ]        |
| 47 | 5 марта 2016     | Майкл ван Гервен (5)       | Роб Кросс              | UK Open                     | 3 x T20; 3 x T20; T20, T19, D12                                   | [ 56 ]        |
| 48 | 14 апреля 2016   | Адриан Льюис (4)           | Джеймс Уэйд            | Премьер-лига                | 3 x T20; 2 x T20, T19; 2 x T20, D12                               | [ 57 ]        |
| 49 | 25 ноября 2016   | Алан Норрис                | Майкл Смит             | Players Championship Finals | 3 x T20; 3 x T20; T20, T19, D12                                   |               |
| 50 | 13 апреля 2017   | Адриан Льюис (5)           | Раймонд ван Барневельд | Премьер-лига                | 3 x T20; 3 x T20; T20, T19, D12                                   | [ 58 ]        |
| 51 | 29 октября 2017  | Кайл Андерсон (2)          | Майкл ван Гервен       | Чемпионат Европы            | 3 x T20; 3 x T20; T20, T19, D12                                   | [ 59 ]        |
| 52 | 26 июля 2018     | Гэри Андерсон (3)          | Джо Каллен             | World Matchplay             | 3 x T20; 3 x T20; T20, T19, D12                                   | [ 60 ]        |
| 53 | 14 ноября 2018   | Димитри Ван ден Берг       | Стивен Бантинг         | Grand Slam of Darts         | 3 x T20; 3 x T20; T20, T19, D12                                   | [ 61 ]        |
| 54 | 23 ноября 2019   | Майкл ван Гервен (6)       | Адриан Льюис           | Players Championship Finals | 3 x T20; 2 x T20, T19; 2 x T20, D12                               | [ 62 ]        |
| 55 | 27 февраля 2020  | Майкл Смит                 | Дэрил Гёрни            | Премьер-лига                | 3 x T20; 3 x T20; T20, T19, D12                                   | [ 63 ]        |
| 56 | 7 марта 2020     | Джонни Клэйтон             | Крис Доби              | UK Open                     | 3 x T20; 3 x T20; T20, T19, D12                                   | [ 64 ]        |
| 57 | 8 марта 2020     | Майкл ван Гервен (7)       | Дэрил Гёрни            | UK Open                     | 3 x T20; 3 x T20; T20, T19, D12                                   | [ 65 ]        |
| 58 | 29 августа 2020  | Питер Райт                 | Дэрил Гёрни            | Премьер-лига                | 3 x T20; 3 x T20; T20, T19, D12                                   | [ 66 ]        |
| 59 | 29 октября 2020  | Жозе де Соуза              | Джеффри де Цваан       | Чемпионат Европы            | 3 x T20; 2 x T20, T19; 2 x T20, D12                               | [ 67 ]        |
| 60 | 29 декабря 2020  | Джеймс Уэйд (3)            | Стивен Бантинг         | Чемпионат мира (PDC)        | 3 x T20; 3 x T20; T20, T19, D12                                   | [ 68 ]        |
| 61 | 7 апреля 2021    | Джонни Клэйтон (2)         | Жозе де Соуза          | Премьер-лига                | 3 x T20; 3 x T20; T20, T19, D12                                   | [ 69 ]        |
| 62 | 8 апреля 2021    | Жозе де Соуза (2)          | Нейтан Эспиналл        | Премьер-лига                | 3 x T20; 3 x T20; T20, T19, D12                                   | [ 70 ]        |
| 63 | 28 августа 2021  | Ричи Бёрнетт               | Скотт Уильямс          | Online Darts Live League    | 3 x T20; 3 x T20; T20, T15, D18                                   | [ 71 ]        |
| 64 | 1 сентября 2021  | Мартин Адамс               | Джейми Кавен           | Online Darts Live League    | 3 x T20; 3 x T20; T20, T19, D12                                   | [ 72 ]        |
| 65 | 9 сентября 2021  | Колин Осборн               | Джон О'ши              | Online Darts Live League    | 3 x T20; 2 x T19, T20; 2 x T20, D12                               |               |
| 66 | 22 ноября 2021   | Мартин Адамс               | Скотт Уильямс          | Online Darts Live League    | 3 x T20; 3 x T20; T20, T19, D12                                   | [ 73 ]        |
| 67 | 17 декабря 2021  | Уильям Борланд             | Брэдли Брукс           | Чемпионат мира (PDC)        | 3 x T20; 2 x T20, T19; 2 x T20, D12                               | [ 11 ]        |
| 68 | 18 декабря 2021  | Дарюс Лабанаускас          | Майк Де Деккер         | Чемпионат мира (PDC)        | T20, 2 x T19; 3 x T20; T20, T17, D18                              | [ 74 ]        |
| 69 | 2 января 2022    | Гервин Прайс               | Майкл Смит             | Чемпионат мира (PDC)        | 3 x T20; 3 x T20; T20, T19, D12                                   | [ 75 ]        |
| 70 | 17 февраля 2022  | Гервин Прайс(2)            | Майкл ван Гервен       | Премьер-лига                | 2 x T20, T19; 3 x T20; 2 x T20, D12                               |               |